# アルジェンタ
アルジェンタ（伊: Argenta）は、イタリア共和国エミリア＝ロマーニャ州フェラーラ県にある、人口約21,000人の基礎自治体（コムーネ）。

## 地理

### 位置・広がり・地勢
フェラーラ県南部に位置するコムーネ。アルジェンタの街はレーノ川沿いに位置しており、県都フェラーラから南東へ30km、ラヴェンナから北西へ37km、州都ボローニャから東北東へ42kmの距離にある。
市域はレーノ川に沿って東西に長く、面積は 311km2 に及ぶ。地勢は平坦で、レーノ川下流域の沼沢地を含み、コマッキオの潟 (it:valli di Comacchio) に面する。沼沢地は排水により干拓が行われ農地に転用されている。また、アルジェンタ市街に近いValli di Campottoは自然保護区となっており、ポー川デルタ州立公園 (it:Parco regionale del Delta del Po (Emilia-Romagna)) の一部を構成している。

#### 隣接コムーネ
隣接するコムーネは以下の通り。括弧内のBOはボローニャ県、RAはラヴェンナ県所属を示す。
- アルフォンシーネ (RA)
- バリチェッラ (BO)
- コマッキオ
- コンセーリチェ (RA)
- フェッラーラ
- イーモラ (BO)
- メディチーナ (BO)
- モリネッラ (BO)
- ポルトマッジョーレ
- ラヴェンナ (RA)
- ヴォギエーラ

### 気候分類・地震分類
アルジェンタにおけるイタリアの気候分類 (it) および度日は、zona E, 2414 GGである。
また、イタリアの地震リスク階級 (it) では、zona 2 (sismicità media) に分類される。

## 行政

### 分離集落
アルジェンタには以下の分離集落（フラツィオーネ）がある。
- Anita, Bando, Benvignante, Boccaleone, Campotto, Consandolo, Filo, Longastrino, Ospitale Monacale, San Biagio, San Nicolò, Santa Maria Codifiume, Traghetto

## 自然・環境
ポー川デルタ州立公園 (it:Parco regionale del Delta del Po (Emilia-Romagna)) に指定されている。
市域には3件のラムサール条約登録湿地がある（イタリアのラムサール条約登録地一覧も参照）。Valli residue del comprensorio di Comacchio（ラヴェンナ、コマッキオ市域にまたる） 、Valle Campotto e Bassarone 、Valle Santa である。

## 姉妹都市
- Castelnau-le-Lez、フランス 2003年